# Шёнинг, Курт фон
Курд Вольфганг Вильгельм Густав фон Шёнинг (13 августа 1789, Моррн, Ландсберг-ан-дер-Варте — 2 апреля 1859, Потсдам) — генерал-майор прусской армии, гофмаршал и автор книг по истории.

## Биография
Родился 13 августа 1788 года в семье Стефана фон Шёнинга (1752—1802) и его жены Юлианы Альберты Терезы (ум. 1844). В 1796 году его родители развелись.
Получил образование в кадетском корпусе в Берлине. В прусской армии с 1 апреля 1806 года. Курт приходился племянником генерал-фельдмаршалу Гансу Адаму фон Шённингу. В 1821 году получил чин майора. А в 1827 году ушёл в отставку в чине подполковника, до отставки Курт был адъютантом принца Карла Прусского и сопровождал его в поездках по Италии и России. В том же году он был назначен гофмаршалом принца Карла.
В 1843 году стал получил во владение Виллу Шёнинген, которая была построена придворным архитектором Людвигом Персиусом в стиле итальянской виллы и находилась близ летней резиденции принца Карла Прусского. На этой вилле Курт Шёнинг жил вместе с семьей вплоть до своей смерти в 1859 году.
Курт Шёнинг написал несколько книг по истории Пруссии, которые стали основными источниками работы английского историка Томаса Карлейля «История Фридриха II Прусского». Рукописи Курта Шёнинга хранятся в Берлинской государственной библиотеке.
В 1856 году, в годовщину битвы при Грос-Гёршене, Шёнингу было присвоено звание генерал-майора, а также звание «историограф армии».

## Награды
Королевства Пруссия:
- Железный крест 1-го (1815)[3] и 2-го класса на чёрной ленте
- Крест за выслугу лет[нем.]
- Орден Святого Иоанна, почётный рыцарь (1829)[4]
- Орден Красного орла 3-го класса (1838)[5]
- Орден Красного орла 2-го класса с дубовыми листьями[6]; звезда к ордену с дубовыми листьями

Российской империи:
- Орден Святого Владимира 4-й степени с бантом (8 мая 1814)[7]
- Орден Святой Анны 3-й степени (24 сентября 1818)[8]
- Орден Святого Станислава 2-й степени со звездой (19 сентября 1838)[9]

Прочие:
- Династический орден Белого сокола, командорский крест (2-го класса) (великое герцогство Саксен-Веймар-Эйзенах)
- Королевский Гвельфский орден, командорский крест (1-го класса) (1838, королевство Ганновер)[10]

## Семья
Курт фон Шёнинг женился в 1815 году. В браке имел 6 детей (три сына и три дочери), трое из них пережили младенческий возраст.